# Сперма

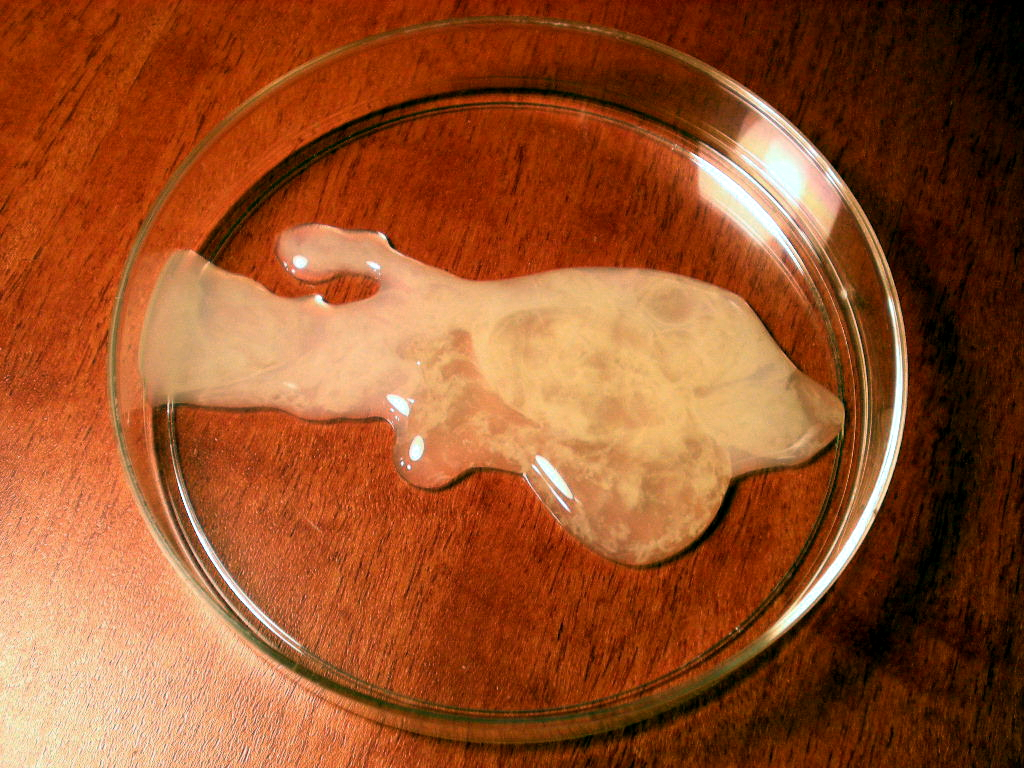
Сперма людини в чашці Петрі

Спе́рма (грец. σπερμα — насіння; також ріжéння, сі́м'я або еякуля́т (лат. ēiaculor — вергати, шпурляти) — рідина (каламутна, в'язка, світло-сірого кольору), що виділяється при еякуляції (сім'явипорскуванні) чоловіками, а також самцями тварин. Складається із сперматозоїдів і насінної рідини.
Утворення сперми починається в період статевого дозрівання, досягає максимуму в зрілому віці та зменшується до старості. Сперматозоїди - чоловічі репродуктивні клітини - є частиною сперми.
Об'єм сперми, що виділяється при кожній еякуляції, різний у різних видів:
- У людини в середньому 2–4 мл.
- У бика в середньому 4–6 мл.
- В огира 70–150 мл.
- У дикого кабана до 250 мл.
- У барана 1–1,5 мл.
- У кита до 3000 мл (3л).

Речовини, що містяться у спермі: аскорбінова кислота, характерні для кожної групи крові антитіла, холестерин, холін, лимонна кислота, фруктоза, дезоксирибонуклеїнова кислота, докозагексаенова кислота, ціанокобаламін, глутатіон, інозит, молочна кислота, спермін, сечовина, гіалуронідаза, гіалуронова кислота, піровиноградна кислота, піримідин, спермідін, сечова кислота.
Запліднювальна дія сперми залежить від кількості та якості сперматозоїдів. Кількість сперматозоїдів в спермі тварин неоднакова (у барана близько 30 %, у бика близько 14 %, кнура, жеребця 7–8 %) і може варіюватися залежно від умов життя. Між сперматозоїдами є конкуренція, тому небагатьом з них вдається запліднити яйцеклітину.
У більшості безхребетних і деяких хребетних тварин (риб, земноводних, плазунів, багатьох птахів і ссавців) спостерігається сезонність виділення сперми. 
При деяких патологічних станах організму сперма може бути позбавлена сперматозоїдів (азооспермія), мати їх в невеликій кількості (олігоспермія), містити нерухомі (нікроспермія) або аномальні сперматозоїди (тератоспермія).

## Здоров'я

### Кров'янистість
Наявність крові в спермі або гематоспермія може бути непомітною (виявляється лише мікроскопічно) або видимою в рідині. Причиною можуть бути запалення, інфекція, закупорка або травма чоловічих репродуктивних шляхів чи проблеми в уретрі, яєчках, придатках яєчка або простаті. Зазвичай це проходить без лікування або з застосуванням антибіотиків, але при тривалих симптомах можуть знадобитися подальший аналіз сперми та інші тести сечостатевої системи, щоб визначити причину.

### Алергія
У рідкісних випадках у людей може розвинутися алергія на сперму, відома як чутливість до плазми сперми людини. Вона проявляється як типова локалізована або системна алергічна реакція при контакті зі спермою. Немає єдиного білка в спермі, відповідального за реакцію. Симптоми можуть з’явитися після першого статевого акту або після наступних. Алергію на сперму можна відрізнити від алергії на латекс, визначивши, чи зникають симптоми при використанні презерватива. Десенсибілізуючі методи лікування часто дуже успішні.

### Користь для жінок
У багатьох видів тваринного світу самки можуть отримувати користь від поглинання поживних речовин і білків зі сперми для харчування, антивірусних і антибактеріальних властивостей, а також покращення запліднення. У людей сперма забезпечує антивірусну активність проти вірусу простого герпесу та може переносити антимікробні пептиди кателіцидин і лактoфerрин. У птахів і ссавців виявлено мутуалістичні бактерії, такі як Lactobacillus, у рідинах, що передаються.
Дослідження впливу сперми на передачу ВІЛ від чоловіків до жінок у людей і приматів (макак-резусів) показало, що регулярний вплив сперми здорового чоловіка на вагіну модулює мікросередовище в жіночій репродуктивній системі (FRT) і, парадоксально, підвищує стійкість жінок до зараження ВІЛ, активуючи їхні анти-ВІЛ механізми.

### Віруси та сперма
Дослідження, що були опубліковані в журналі The Lancet Microbe вказують на те, що в спермі можуть зберігатися 22 віруси-збудники хвороб. Дев'ять з них можуть передаватися статевим шляхом.

## Зберігання
Сперму можна зберігати в розчинниках, таких як розчинник Illini Variable Temperature (IVT), який, за повідомленнями, здатний зберігати високу фертильність сперми протягом понад семи днів. Розчинник IVT складається з кількох солей, цукрів, антибактеріальних засобів і насичується CO2.
Кріоконсервація сперми може використовуватися для значно довшого зберігання. Для людської сперми найдовший зареєстрований успішний термін зберігання цим методом становить 21 рік.